# Canada aux Jeux olympiques d'hiver de 1960
Cet article contient des informations sur la participation et les résultats du Canada aux Jeux olympiques d'hiver de 1960 à Squaw Valley aux États-Unis. Le Canada était représenté par 44 athlètes. 
La délégation canadienne a récolté en tout 4 médailles : 2 d'or, 1 d'argent et 1 de bronze. Elle a terminé au 7e rang du classement des médailles.

## Médailles
| Médaille                            | Nom                                  | Sport               | Compétition       |
| ----------------------------------- | ------------------------------------ | ------------------- | ----------------- |
| Médaille d'or, Jeux olympiques      | Barbara Wagner Robert Paul           | Patinage artistique | Couples           |
| Médaille d'or, Jeux olympiques      | Anne Heggtveit                       | Ski alpin           | Slalom femmes     |
| Médaille d'argent, Jeux olympiques  | Équipe du Canada de hockey sur glace | Hockey sur glace    | Hommes            |
| Médaille de bronze, Jeux olympiques | Donald Jackson                       | Patinage artistique | Individuel hommes |